# Gołąbek chmurny

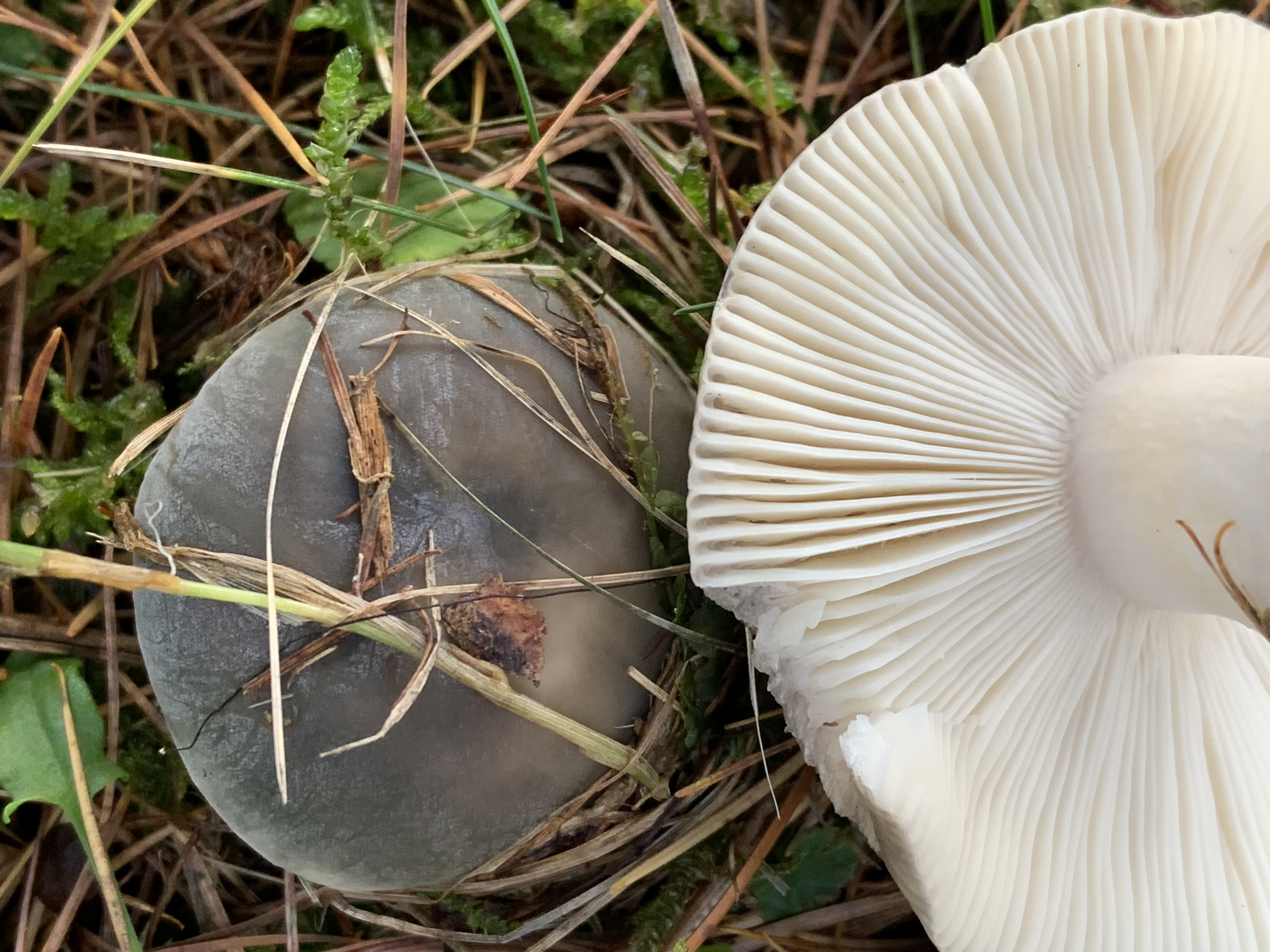

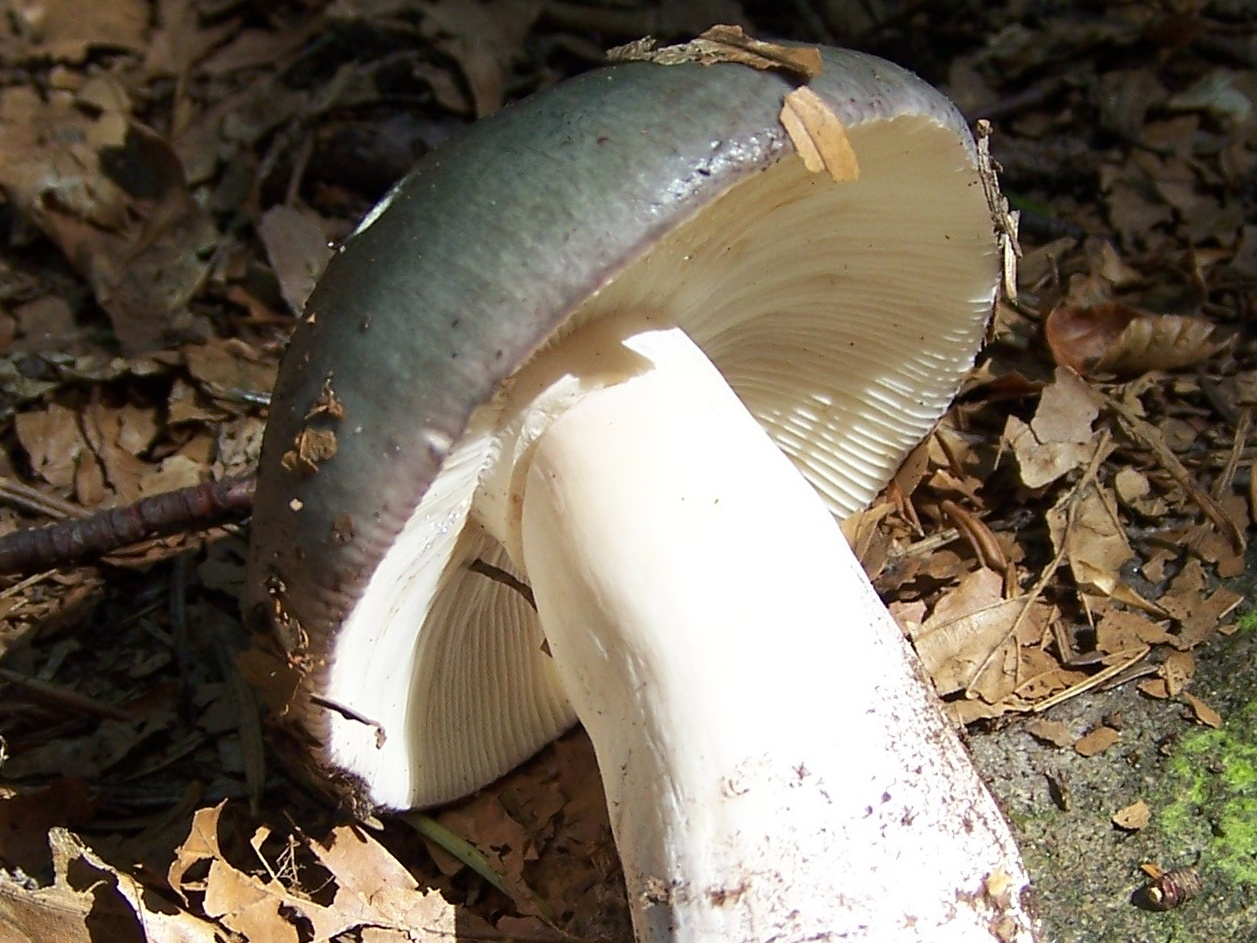

Gołąbek chmurny (Russula parazurea Jul. Schäff.) – gatunek grzybów należący do rodziny gołąbkowatych (Russulaceae).

## Systematyka i nazewnictwo
Pozycja w klasyfikacji według Index Fungorum: Russula, Russulaceae, Russulales, Incertae sedis, Agaricomycetes, Agaricomycotina, Basidiomycota, Fungi.
Po raz pierwszy opisał go w 1931 r. Julius Schäffer i nadana przez niego nazwa naukowa jest aktualna. Synonimy:
- Russula ochrospora (Nicolaj ex Quadr. & W. Rossi) Quadr. 1985
- Russula palumbina subsp. parazurea (Jul. Schäff.) Konrad & Maubl. 1935
- Russula parazurea f. dibapha Romagn. 1962
- Russula parazurea f. purpurea Singer 1935
- Russula parazurea var. ochrospora Nicolaj ex Quadr. & W. Rossi 1984[2].

Polską nazwę podała Alina Skirgiełło w 1991 r. Łacińska nazwa parazurea oznacza „prawie niebieski”.

## Morfologia
Kapelusz
Średnica 3,2–8 cm, dość mięsisty, początkowo wypukły, następnie rozszerzający się i na koniec w środku zagłębiony, czasami nawet pępówkowaty. Brzeg dość gwałtownie zwężający się, wcale lub prawie nie bruzdowany (rzadko dość wyraźnie i tylko u starych okazów). Powierzchnia początkowo ciemno zielonoszara, oliwkowoszara, czasem z brązowymi odcieniami w środku, ochrowymi lub fioletowawymi plamami. Po ugotowaniu skórka zmienia kolor na różowy lub liliowy.
Blaszki
Średnio gęste, dość grube, często rozwidlone tu i ówdzie lub dwudzielne u nasady, z przy brzegu ostre, umiarkowanie szerokie (3,5–9 mm), kruche, początkowo białe, potem bladokremowe lub żółtokremowe, z blaszeczkami
Trzon
Wysokość 3–5,5 cm, grubość 0,7–1,8 cm, niemal cylindryczny lub lekko rozszerzony pod blaszkami, rzadziej nieco pogrubiony u nasady, czasem zakrzywiony, początkowo pełny, później gąbczasty, czysto biały, tylko czasami u nasady z kilkoma brązowymi lub żółtawobrązowymi plamami;. Powierzchnia bardzo delikatnie oprószona, błyszcząca, gładka lub drobno pomarszczona.
Miąższ
Kruchy, dość zwarty, ale nigdy bardzo twardy, biały, tylko pod skórką nieco zabarwiony jak kapelusz. Ma bardzo słaby zapach, niezbyt wyczuwalny na świeżo, smak słodki lub lekko pikantny po długim żuciu. FeSO4 wybarwia go na brudno brązowaworóżowo, zwykle dość szybko.
Cechy mikroskopowe
Podstawki (32)–40-57 × 7–11 µm, 4-zarodnikowe. Bazydiospory 5,7–8,5 × 5–6,5 µm, brodawkowate, oddzielne lub połączone grzbietami, wyraźnie siateczkowate lub lekko prążkowane; brodawki zaokrąglone, o wysokości do 0,5 µm i szerokości 0,7 µm, często słabo amyloidalne; łączniki drobne, kręte; wyrostek wnęki stożkowy, dość ostry, 1,5–1,4 µm, nad nim drobne hilum. Cystydy wrzecionowate, 57–90 × 7–13 µm, tępe lub spiczaste, czasami z wyrostkiem, w sulfowanilinie niektóre optycznie puste, inne szarzejące lub czerniejące tylko w górnej części. Skórka zbudowana ze zwartych strzępek z wystającymi z niej, włoskami z przegrodami, na szczycie rozwartymi lub nieco zwężonymi. Strzępki mniej lub bardziej rozgałęzione, czasami kręte, o szerokości 3,7–7,7 µm. Dermatocystydy cylindryczne lub lekko zwężone, 65–80 × 3,7–8 µm, mniej więcej szarawe lub w sulfowanilinie z refrakcyjnymi wtrąceniami. Wokół wakuoli ziarna pigmentu.
Wysyp zarodników
Kremowy.
Gatunki podobne
Makroskopowo podobne są Russula atroglauca, Russula anatina i gołąbek zielonawofioletowy (Russula cyanoxantha). Ten ostatni ma często bardzo podobną barwę, ale odróżnia się białym wysypem zarodników i niezwykle giętkimi blaszkami (w porównaniu z innymi gołąbkami). Gołąbek lazurowy (Russula azurea) ma bardziej błękitny kolor i rośnie głównie w górskich lasach pod świerkami.

## Występowanie i siedlisko
Występuje w Ameryce Północnej, Europie i Azji. Najwięcej stanowisk podano w Europie i jest tu szeroko rozprzestrzeniony i dość częsty. W Polsce W. Wojewoda w 2003 r. przytoczył trzy stanowiska z uwagą, że jego częstość występowania i stopień zagrożenia nie są znane. W późniejszych latach podano następne stanowiska, a najbardziej aktualne podaje internetowy atlas grzybów. Znajduje się w nim na liście gatunków zagrożonych i wartych objęcia ochroną.
Naziemny grzyb mykoryzowy występujący w lasach liściastych i mieszanych pod drzewami liściastymi, głównie dębami, brzozami, grabami i lipami.

## Zastosowanie
Jest smacznym grzybem jadalnym, istnieje jednak duże ryzyko pomylenia go z grzybami trującymi, z tego powodu wykorzystanie do celów kulinarnych zaleca się tylko doświadczonym grzybiarzom.